# Nieuwe Types
Nieuwe Types is een literair festival voor nieuwe literatuur in Arnhem. Dit festival wordt jaarlijks gehouden in de laatste week van juni, en wordt georganiseerd door het productiehuis Wintertuin.

## Geschiedenis
Nieuwe Types is een jaarlijks literair festival, dat met een nieuwe formule van start is gegaan in 2015. Het is voortgekomen uit de plaatselijke traditie van literaire festivals, die 25 jaar eerder in Arnhem was begonnen. In 1991 vond aldaar als het Gelders Literatuur Festival plaats, een theater en literatuurfestival. Het literaire deel van het festival was De Wintertuin gedoopt.
In 1993 was er een tweede festival geheel gewijd aan literatuur onder de naam de Wintertuin. De derde editie in 1995 werd zowel in Arnhem als Nijmegen gehouden, en dit bleef tot en met de zevende editie in 1999 een tweejaarlijks festival van vier dagen in zowel Arnhem als Nijmegen onder de naam Wintertuin. Daarna werd dit een jaarlijks evenement in beide steden.
In 2010 kreeg het Wintertuinfestival in Arnhem de eigen naam De geest moet waaien. In 2015 ging het literaire festival in Arnhem met een nieuwe formule van start onder de naam Nieuwe Types. Het nieuwe formule is het onderzoek van de toekomst van de literatuur.

## Festivaledities 1999-2016

### Edities De geest moet waaien, 2010-2014
| Editie | Optredens (selectie) |
| ------ | --- |
| 2010   | Jan Siebelink, Franca Treur, Spinvis, Herman Brusselmans, Wilfried de Jong, Tommy Wieringa, Ingmar Heytze, Luc de Vos, Abdelkader Benali, Martin Fondse, Annelies Verbeke, Ramsey Nasr, K. Schippers, Astrid Lampe, Hans Dagelet, Hanco Kolk, F. Starik, Mark Boog, Tsead Bruinja, Daily Bread, Els Moors, Walter van den Berg, Christiaan Weijts, Ernest van der Kwast, Hank the Knife and the Jets, Hanz Mirck, Bernd Ebbo Visser, Jaap Blonk, Ruben van Gogh, F. van Dixhoorn, The Bunny Bonanza's, Dimitri Antonissen, Solo, Tom Pintens, Pim te Bokkel, Dennis Gaens, Patty Scholten, Willem Sjoerd van Vliet, Oscar Wyers, Willem Claassen, A.C.G. Vianen, Lea Kliphuis, Marcel van Roosmalen, Arjan Witte, i Compani, Alfred Schaffer, Erik Lindner, Jaap Robben, Firma Weijland, Starvinsky Orkestar, Martijn Brugman en Hiba Vink |
| 2011   | Connie Palmen, Nico Dijkshoorn, Rob Wijnberg, Arie Boomsma, Bob Fosko en Klassiek Raggen, Gummbah, Ivo van Hove, A.H.J. Dautzenberg, Elle Bandita, Nyk de Vries, Ellen Deckwitz, Niels Aalberts, Jonas Staal, Bart van Rosmalen, Dingeman Kuilman, Tom America, Klaske Oenema, Saskia De Coster, Kollektief Roest & Wrakhout, Erik Jan Harmens, Ilse Schaminee, Oscar Wyers, Tim Parijs, Elfie Tromp, Wout Waanders, Martijn Brugman, Arjen Duinker, Gustaaf Peek, Barber van de Pol, Dennis Gaens, Henk van Straten, Willem Claassen, Phi Nguyen, Roland Haufe, Howl (film), Daan Doesborgh, Bernd Ebbo Visser, GardenFest, Matthijs Rümke, Emke Idema, Erik Molkenboer, Henriëtte Post, Ronald Kox, Saskia van Leendert, Marjolein Pieks, Rinske Kegel en Sanne de Leeuwerk                                                              |
| 2012   | Nico Dijkshoorn, Tommy Wieringa, Tom Lanoye, A.L. Snijders, Wilfried de Jong, P.F. Thomése, Maxim Hartman, Jan van Mersbergen, Esther Gerritsen, Thomas Verbogt, Isolde Hallensleben, Jibbe Willems, Arjen Duinker, Hausmagger, Daniël Vis, Ellen Deckwitz, Elfie Tromp, Martijn Brugman, The Hank Five, Nyk de Vries, Thijs Schrijnemakers, Jaap van der Bent, GrAS, Alma Mathijsen, Capiau & Laport, Babiche Ronday, Ayla Schneiders, Marina Tadic, Marjolijn van Heemstra, Waai, Edith Ringnalda, Jaap van der Bent, Maeb is een magazine, The Dirty Denims, Kutgitaar, Das Magazin, De Platenbus, Peter De Graef, Erik Whien, Bram van der Heijden, DJ Takkie, Hanneke Hendrix, Wout Waanders, DJ Jos Lenkens, Avierkoerier, Niek Das, Strak, Op Ruwe Planken en De Optimist.                                                          |
| 2013   | K. Schippers, Gerbrand Bakker, Taarten van Abel, Andy van der Meijde, Peter Verhelst, Ester Naomi Perquin, Andy Fierens, Özcan Akyol, Henk van Straten, Elfie Tromp, Kenji Minogue, Jannah Loontjens, Lieke Marsman, Delphine Lecompte, Martijn Brugman, Marijn Sikken, Tinkebell, e.a. |
| 2014   | Armando, Frank Westerman, Vic van de Reijt, Cherry Duyns, Joyce Roodnat, Nyk de Vries, Maartje Smits, Dennis Gaens, Jibbe Willems, Wolf Aartsen, DJ Sorge, Bart Jansen, Dagschotel, Meitje, e.a. |

### Edities Nieuwe Types, vanaf 2015
| Editie | Optredens (selectie) |
| ------ | --- |
| 2015   | Ted van Lieshout, P.F. Thomese, Will Self, Joke van Leeuwen, Ernest van der Kwast, Bregje Hofstede, Raoul de Jong, Maartje Wortel, Manon Uphoff, Niels 't Hooft, Suzanne Holtzer, Eric Visser, Kiene Brillenburgh Wurth, Sytze Schalk, e.a. |
| 2016   | Alex Boogers (de bergrede) |
| 2017   | Dan Hassler-Forest, Tom Lanoye, Jaap Robben, Coco Schrijber en Nishant Shah en Micha Wertheim. |
| 2018   | Marjolijn van Heemstra (de bergrede) |
| 2019   | Maxim Februari (de bergrede), Alex Boogers, Frino, Juliet Gagnon, Erik Jan Harmens en Maartje Wortel |